# Rudi Vis
Rudolf Jan "Rudi" Vis (Alkmaar, 4 april 1941 - 30 mei 2010) was een Brits politicus en econoom van Nederlandse afkomst. Vis was vanaf 1997 tot kort voor zijn dood lid van het Britse Lagerhuis voor de Labour Party. Daarnaast was hij lid van de Raadgevende Vergadering van de Raad van Europa.
Vis ging naar school in zijn geboortestad Alkmaar en studeerde aan de Universiteit van Maryland in de Verenigde Staten, waar hij in 1970 een Bachelor of Science-graad in de economie behaalde. Vervolgens vestigde hij zich in Londen, waar hij studeerde aan de London School of Economics (Master of Science in economie, 1972) en Brunel University (PhD in economie, 1976). In de periode 1971-1976 was hij docent aan North East London Polytechnic, nu de University of East London.
Op 1 mei 1997 trad hij toe tot het Lagerhuis als parlementslid (MP) voor Finchley and Golders Green, een nieuw gecreëerd Londens kiesdistrict. Hij werd herkozen in 2001 en nogmaals in 2005, hoewel zijn steun steeds verder slonk, tot een meerderheid van maar 741 kiezers in 2005. Vis kondigde in 2008 aan zich niet verkiesbaar te stellen bij de eerstvolgende algemene verkiezingen.
In 2009 raakte Vis verwikkeld in het schandaal rond het misbruik van onkostenvergoedingen door Britse parlementsleden. Vis zou zijn parlementaire onkostenvergoedingen hebben gebruikt om een tweede huis te kopen aan de kust van Suffolk. Door dit huis van 520.000 Britse pond als zijn eerste huis aan te merken, kon hij meer dan 40.000 pond terugkrijgen van de rente op de hypotheek voor het huis. Ook bleek dat Vis 5.292 pond in reisgeld had gevraagd voor 15.168 mijl (ruim 24.000 kilometer) die hij had afgelegd tussen het Britse parlementsgebouw en zijn huis in Londen – een afstand van maar zo'n 14 kilometer. In een reactie zei Vis dat hij zich aan de regels had gehouden.
Vis was geen kandidaat meer bij de Britse Lagerhuisverkiezingen in mei 2010. Later die maand overleed hij op 69-jarige leeftijd aan kanker.